# تپه الهیه
تپه الهیه مربوط به مس و سنگ است و در شهرستان صحنه، دهستان هجر، ۴ کیلومتری جنوب غربی شهرک الهیه واقع شده و این اثر در تاریخ ۳۰ تیر ۱۳۸۴ با شمارهٔ ثبت ۱۲۲۰۳ به‌عنوان یکی از آثار ملی ایران به ثبت رسیده است.